# 대한민국 대 나이지리아 (2010년 FIFA 월드컵)
2010년의 대한민국 대 나이지리아는 2010년 6월 22일에 치러진, 2010년 FIFA 월드컵 B조 제6경기였다. 이 경기는 대한민국 축구 국가대표팀이 사상 첫 원정 16강 진출 여부가 달린 경기였으며, 대한민국 내에서 큰 관심을 모은 경기였다. 실제로 해당 경기는 UTC+9 시각으로 새벽 3시 30분에 치러진 경기였으나 시청률 37.8%를 기록해 매우 높은 시청률을 보였다.

## 경기 내용
나이지리아가 12분에 치디 오디아의 낮은 크로스를 칼루 우체가 마무리하면서 앞서나갔다. 그러나, 대한민국의 이정수는 이에 프리킥을 잘 받아 낸 동점골로 응수하였다. 후반전에는 박주영이 프리킥을 성공하며 대한민국이 경기를 2-1로 뒤집었다. 나이지리아에 패배의 먹구름이 드리우는 와중에 66분에 기회를 잡았다. 야쿠부 아이예그베니가 아일라 유수프의 패스를 받아 대한민국의 수비를 돌파했으나, 야쿠부의 슛은 빈 골대를 3.5미터 앞에 두고 날려버렸고, 공은 왼쪽으로 빠져나갔다. 3분 후, 대한민국의 김남일]이 저지른 반칙으로 인해 나이지리아에 페널티킥이 주어졌다. 야쿠부는 페널티킥으로 나이지리아는 대한민국과 2-2로 다시 동률로 이루었으나, 경기가 끝날 때까지 역전골을 득점하지 못하면서 경기는 2-2로 종료되었다. 승점 4점을 획득한 대한민국은 원정 무대에서 처음으로 조별 리그를 통과하는 데 성공하였다. 조별 리그 경쟁에서 생존한 대한민국은 16강에서 A조 1위 우루과이를 만났다. 반면 나이지리아는 승점 1점에 그쳐 조 최하위로 탈락하였다.

### 상세 정보
| 나이지리아                       | 2 – 2  | 대한민국                |
| -------------------------------- | ------ | ----------------------- |
| 우체 12′ · 야쿠부 69′ (페널티킥) | 리포트 | 38′ 이정수 · 49′ 박주영 |

| 나이지리아 | 대한민국 |

| GK                | 1  | 빈센트 에니에아마  | 31′ |     |
| RB                | 17 | 치디 오디아        |     |     |
| CB                | 2  | 조지프 요보        |     | 46′ |
| CB                | 6  | 대니 시투          |     |     |
| LB                | 5  | 라비유 아폴라비    |     |     |
| CM                | 13 | 아일라 유수프      | 42′ |     |
| CM                | 20 | 딕슨 에투후        |     |     |
| RM                | 19 | 치네두 오바시      | 37′ |     |
| LM                | 12 | 칼루 우체          |     |     |
| SS                | 4  | 느왕쿼 카누 (주장) |     | 57′ |
| CF                | 8  | 야쿠부             |     | 70′ |
| 교체 선수:        |    |                    |     |     |
| DF                | 21 | 우와 에치에질레    |     | 46′ |
| FW                | 9  | 오바페미 마틴스    |     | 57′ |
| FW                | 18 | 빅터 오빈나        |     | 70′ |
| 감독:             |    |                    |     |     |
| 라르스 라예르베크 |    |                    |     |     |

| GK         | 18 | 정성룡        |     |       |
| RB         | 22 | 차두리        |     |       |
| CB         | 4  | 조용형        |     |       |
| CB         | 14 | 이정수        |     |       |
| LB         | 12 | 이영표        |     |       |
| CM         | 16 | 기성용        |     | 87′   |
| CM         | 8  | 김정우        |     |       |
| RM         | 17 | 이청용        |     |       |
| LM         | 7  | 박지성 (주장) |     |       |
| SS         | 19 | 염기훈        |     | 64′   |
| CF         | 10 | 박주영        |     | 90+3′ |
| 교체 선수: |    |               |     |       |
| MF         | 5  | 김남일        | 68′ | 64′   |
| MF         | 13 | 김재성        |     | 87′   |
| DF         | 15 | 김동진        |     | 90+3′ |
| 감독:      |    |               |     |       |
| 허정무     |    |               |     |       |

| 최우수 선수: 박지성 (대한민국) 부심: 베르티누 미란다 (포르투갈) 주제 카르디날 (포르투갈) 대기심: 마르코 로드리게스 (멕시코) 후보 대기심: 호세 루이스 카마르고 (멕시코) |

## 경기 후 반응

### 대한민국
사상 첫 원정 월드컵 16강 진출을 이뤄내자 대한민국 전역은 새벽부터 환호와 열광으로 들썩였다. 전국 곳곳의 거리응원장에서 밤을 하얗게 지새우며 승리의 염원을 '대∼한민국' '오 필승 코리아' 등 응원구호에 실어 남아공으로 날려 보내던 시민 50만 명은 한국의 16강 진출이 확정되자 서로 얼싸안으며 환호했다. 전국 58곳의 거리응원장에는 50만1천800명(경찰 추산)의 응원단이 운집했다. 대표적인 응원 장소인 서울광장에는 8만여 명이 운집해 인근 태평로와 프라자호텔 앞 도로가 모두 통제될 정도였다. 곳곳에서 폭죽이 터지는 가운데 일부는 태극기를 몸에 감고 보이는 대로 거리를 내달렸고, 일부는 손에 들고 있던 맥주를 머리에 들이붓기도 했다.
한편 해당 경기에서 이정수의 골이 고개를 숙여 인사하는 듯한 이정수의 슛 동작에 착안해 '동방예의지국 슛'이라는 별명이 붙었으며, 선수 본인은 '골 넣는 수비수'라는 별명이 생겼다. 또한 후반 20분에 염기훈 대신 교체출전한 김남일이 후반 24분 야쿠부 아이예그베니에게 페널티킥을 허용하게 되는 백태클 반칙을 범했다. 이로 인해 김남일은 국민들에게 엄청난 비난을 받았으며 그의 아내인 김보민 아나운서의 미니홈피가 테러를 당하는 사건까지 발생했다. 한편으로는 해당 페널티킥이 성공하자 아쉬운 모습을 보인 한국 측 여성 관중이 중계 카메라에 포착되기도 하였는데, 네티즌들은 해당 여성에 대해 '페널티녀'라는 별명을 붙이며 관심을 보이기도 하였다.

### 나이지리아
2010년 6월 30일, 나이지리아의 조기 탈락의 영향으로 굿럭 조너선 전 나이지리아의 대통령이 국가대표팀의 활동을 2년간 정지시켰다. 그 결과 FIFA가 축구계에 정치가 개입했다는 이유로 나이지리아에 국제 무대 출전 정지의 중징계를 내리는 계기가 되었다.

### 참고주
1. ↑  “한국, 나이지리아 꺾고 '16강 간다'”. 《서울신문》. 2010년 6월 20일. 2019년 8월 31일에 확인함.
2. ↑  “'16강 결정' 나이지리아전, 37.8% 시청률 기록”. 《노컷뉴스》. 2010년 6월 23일. 2019년 8월 31일에 확인함.
3. 1 2  “Tactical Line-up – Group B – Nigeria-Korea Republic” (PDF). 《FIFA.com》. Fédération Internationale de Football Association. 2010년 6월 22일. 2010년 7월 2일에 원본 문서 (PDF)에서 보존된 문서. 2010년 6월 22일에 확인함.
4. ↑  “태극전사, 사상 첫 원정 16강 확정‥전국 열광”. 《서울투데이》. 2010년 6월 22일. 2019년 8월 31일에 확인함.[깨진 링크(과거 내용 찾기)]
5. ↑  “`골넣는 수비수` 이정수 "`동방예의지국 슛` 재밌네요"”. 《매일경제》. 2010년 6월 24일. 2019년 8월 31일에 원본 문서에서 보존된 문서. 2019년 8월 31일에 확인함.
6. ↑  아찔한 자충수 될 뻔했던 ‘김남일 교체투입’
7. ↑  김남일 거친 태클 동점골 허용에 아내 김보민 미니홈피 일부네티즌 비난폭주
8. ↑  “한국-나이지리아 관람한 미모의 여성 관중, ‘페널티녀’ 등극”. 《국민일보》. 2010년 6월 24일. 2019년 8월 31일에 확인함.
9. ↑  “Nigeria president suspends team”. BBC Sport. 2010년 6월 30일. 2010년 6월 30일에 확인함.
10. ↑  Adigun, Bashir; Gambrell, Jon (2010년 6월 30일). “Nigeria's president suspends soccer team”. 《USA Today》. 2010년 6월 30일에 확인함.